# Кубок Польщі з футболу 1982—1983
Кубок Польщі з футболу 1982–1983 — 29-й розіграш кубкового футбольного турніру в Польщі. Титул вперше здобула Лехія (Гданськ).

## Календар
| Раунд        | Матчі | Клуби   |
| ------------ | ----- | ------- |
| Перший раунд | 7     | 87 → 80 |
| Другий раунд | 32    | 80 → 48 |
| Третій раунд | 16    | 48 → 32 |
| 1/16 фіналу  | 16    | 32 → 16 |
| 1/8 фіналу   | 8     | 16 → 8  |
| 1/4 фіналу   | 4     | 8 → 4   |
| 1/2 фіналу   | 2     | 4 → 2   |
| Фінал        | 1     | 2 → 1   |

## Перший раунд
| Команда 1            | Рахунок | Команда 2                         |
| -------------------- | ------- | --------------------------------- |
| Гурник-2 (Конін)     | 0:3     | Влукняж (Паб'яниці)               |
| Ґрунвальд (Познань)  | 1:0     | Остров'я (Острув-Велькопольський) |
| Любушанін (Тшцянка)  | 3:2     | Лех-2 (Познань)                   |
| Рав'я (Равич)        | 1:4     | Лехія (Зелена Гура)               |
| Зімовіт (Залесе)     | 3:2 дч  | Колеяж (Перемишль)                |
| Орзел (Вежбиця)      | 0:1     | Сярка (Тарнобжег)                 |
| Сандеція (Нови Сонч) | 4:1     | Сталь (Сянік)                     |

## Другий раунд
| Команда 1                | Рахунок      | Команда 2                       |
| ------------------------ | ------------ | ------------------------------- |
| Чарні (Жагань)           | -:+          | ГКС (Тихи)                      |
| Влукняж (Паб'яниці)      | 0:3          | Бронь (Радом)                   |
| Полонія (Варшава)        | 2:0          | Полонія (Битом)                 |
| Мотор (Прашка)           | 2:2 пен. 4:2 | РОВ (Рибник)                    |
| Корона (Кельці)          | 2:1          | Ракув (Ченстохова)              |
| Метал (Венґерська-Ґурка) | 0:3          | БКС Сталь (Бельсько-Бяла)       |
| Орзел (Любавка)          | 2:1          | Одра (Ополе)                    |
| П'яст (Добжень)          | 0:2          | Гурник (Валбжих)                |
| Зімовіт (Залесе)         | 11:10        | Ресовія (Ряшів)                 |
| АЗС Біла Підляська       | 1:2          | Авіа (Свідник)                  |
| Погонь (Барлінек)        | 3:0          | Бленкінті (Старгард)            |
| Елана (Торунь)           | 2:2 пен. 5:2 | Завіша (Бидгощ)                 |
| Бескід (Андрихув)        | 3:6          | ГКС (Катовиці)                  |
| Сярка (Тарнобжег)        | 1:0          | Сталь (Ряшів)                   |
| Кабель (Краків)          | 2:4          | Краковія (Краків)               |
| Віслока (Дембиця)        | 0:1          | Ураня (Руда-Шльонська)          |
| Сандеція (Нови Сонч)     | 1:2          | Конкордія (Кнурув)              |
| МРКС Чеховиці-Дзедзиці   | 1:4          | П'яст (Гливиці)                 |
| Гетьман (Білосток)       | 1:0          | Гвардія (Щитно)                 |
| Стоміл (Ольштин)         | 3:0          | Сточньовец (Гданськ)            |
| Старт (Радзеюв)          | 2:3 дч       | Лехія (Гданськ)                 |
| Млав'янка (Млава)        | 0:2          | Вісла (Плоцьк)                  |
| Олімпія (Ельблонг)       | 4:0          | Помовец (Ґроново)               |
| Вісла (Пулави)           | 1:2          | Сталь (Стальова Воля)           |
| Гвардія (Кошалін)        | 0:1          | Гриф (Слупск)                   |
| Лехія (Зелена Гура)      | 0:1 дч       | Олімпія (Познань)               |
| Ґрунвальд (Познань)      | 1:0 дч       | Стільон (Гожув-Великопольський) |
| Легія II (Варшава)       | 4:3          | Гутник (Краків)                 |
| Погонь (Здунська Воля)   | 0:1 дч       | Бленкітні (Кельці)              |
| Буґ (Вишкув)             | 1:1 пен. 4:5 | Радомяк (Радом)                 |
| Шльонськ-2 (Вроцлав)     | 2:4          | Заглембє (Валбжих)              |
| Любушанін (Тшцянка)      | 0:3          | Сталь (Щецін)                   |

## Третій раунд
| Команда 1                 | Рахунок | Команда 2             |
| ------------------------- | ------- | --------------------- |
| БКС Сталь (Бельсько-Бяла) | 0:2     | ГКС (Тихи)            |
| Зімовіт (Залесе)          | 0:4     | Авіа (Свідник)        |
| Елана (Торунь)            | 1:2     | Полонія (Варшава)     |
| Ураня (Руда-Шльонська)    | 3:1 дч  | ГКС (Катовиці)        |
| Сярка (Тарнобжег)         | 2:0     | Бронь (Радом)         |
| Бленкітні (Кельці)        | 1:2     | Краковія (Краків)     |
| Гурник (Валбжих)          | 2:0 дч  | Конкордія (Кнурув)    |
| Мотор (Прашка)            | 1:2     | П'яст (Гливиці)       |
| Гетьман (Білосток)        | 0:1     | Стоміл (Ольштин)      |
| Ґрунвальд (Познань)       | 0:2     | Вісла (Плоцьк)        |
| Лехія (Гданськ)           | 2:1     | Олімпія (Ельблонг)    |
| Корона (Кельці)           | 1:3     | Сталь (Стальова Воля) |
| Олімпія (Познань)         | 3:1     | Гриф (Слупск)         |
| Легія II (Варшава)        | 0:2     | Радомяк (Радом)       |
| Орзел (Любавка)           | 1:2     | Заглембє (Валбжих)    |
| Погонь (Барлінек)         | 1:2     | Сталь (Щецін)         |

## 1/16 фіналу
| Команда 1              | Рахунок      | Команда 2            |
| ---------------------- | ------------ | -------------------- |
| ГКС (Тихи)             | 0:4          | Легія (Варшава)      |
| Лехія (Гданськ)        | 1:1 пен. 5:4 | Відзев (Лодзь)       |
| Сярка (Тарнобжег)      | 0:0 пен. 3:4 | Заглембє (Сосновець) |
| Сталь (Щецін)          | 1:0          | ЛКС (Лодзь)          |
| Радомяк (Радом)        | 3:1          | Мотор (Люблін)       |
| Олімпія (Познань)      | 0:0 пен. 3:4 | Шомберки (Битом)     |
| Заглембє (Валбжих)     | 0:1 дч       | Лех (Познань)        |
| Стоміл (Ольштин)       | 2:3 дч       | Погонь (Щецин)       |
| Полонія (Варшава)      | 0:1          | Рух (Хожув)          |
| Сталь (Стальова Воля)  | 0:2          | Шльонськ (Вроцлав)   |
| Краковія (Краків)      | 2:2 пен. 3:5 | Вісла (Краків)       |
| П'яст (Гливиці)        | 4:2          | Гвардія (Варшава)    |
| Вісла (Плоцьк)         | 2:0          | Арка (Гдиня)         |
| Авіа (Свідник)         | 0:2          | Гурник (Забже)       |
| Ураня (Руда-Шльонська) | 1:4          | Балтик (Гдиня)       |
| Гурник (Валбжих)       | 3:2 дч       | Сталь (Мелець)       |

## 1/8 фіналу
| Команда 1        | Рахунок | Команда 2            |
| ---------------- | ------- | -------------------- |
| Гурник (Валбжих) | 0:2     | Легія (Варшава)      |
| Лехія (Гданськ)  | 3:0 дч  | Шльонськ (Вроцлав)   |
| Погонь (Щецин)   | 0:1 дч  | Заглембє (Сосновець) |
| Вісла (Плоцьк)   | 0:1     | Лех (Познань)        |
| Сталь (Щецін)    | 2:3     | Рух (Хожув)          |
| Шомберки (Битом) | 0:1 дч  | Вісла (Краків)       |
| П'яст (Гливиці)  | 2:1     | Балтик (Гдиня)       |
| Радомяк (Радом)  | 1:4     | Гурник (Забже)       |

## 1/4 фіналу
| Команда 1       | Рахунок | Команда 2            |
| --------------- | ------- | -------------------- |
| Лехія (Гданськ) | 1:0     | Заглембє (Сосновець) |
| Легія (Варшава) | 0:1     | Лех (Познань)        |
| Гурник (Забже)  | 0:1     | Рух (Хожув)          |
| П'яст (Гливиці) | 1:0     | Вісла (Краків)       |

## 1/2 фіналу
| Команда 1       | Рахунок      | Команда 2     |
| --------------- | ------------ | ------------- |
| Лехія (Гданськ) | 0:0 пен. 4:3 | Рух (Хожув)   |
| П'яст (Гливиці) | 1:0          | Лех (Познань) |

## Фінал
| 22 червня 1983 |

| Лехія (Гданськ)         | 2:1      | П'яст (Гливиці)        |
| ----------------------- | -------- | ---------------------- |
| Ґурскі 9' Ковальчик 39' | Протокол | Калужиньскі 42' (пен.) |

| Стадіон «35 років», Пйотркув-Трибунальський Глядачів: 16 000 Арбітр: Едвард Норек |